# 존 폴 트렘블레이

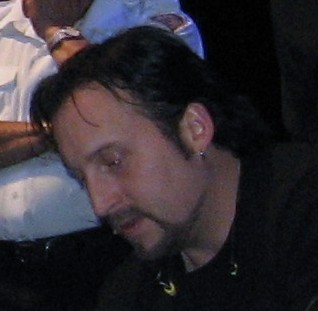

존 폴 트렘블레이(John Paul Tremblay, 1968년 1월 1일 ~ )는 캐나다의 배우, 영화배우, 각본가, 텔레비전 배우이다.
핼리팩스에서 태어났다.

## 영화
- 스웨어넷: 더 무비 (2014년)
- 트레일러 파크 보이스: 돈트 리갈라이즈 잇 (2014년)
- 트레일러 파크 보이스 - 카운트다운 투 리커 데이 (2009년)
- 트레일러 파크 보이스: 더 무비 (2006년)
- 트레일러 파크 보이스 크리스마스 스페셜 (2004년)
- 홀 인 원 (2004년)
- 지미 키멜 라이브! (2003년) - 게스트 역
- 트레일러 파크 보이스 - 시리즈 (2001년)